# The Return of the Darkness and Evil
A The Return of the Darkness and Evil a svéd Bathory második nagylemeze volt, mely 1985-ben jelent meg. A The Return... elődjéhez hasonlóan szintén egy ős-gonosz remekmű lett. A hangszerkezelésről és a hangzásról ez esetben sem lehet szuperlatívuszokban beszélni, de nem is ez a lényeg. A sötét, brutális számok tovább növelték Quorthon kultuszát underground körökben. Csakúgy mint elődje ez a lemez is nagy szerepet játszott a thrash/black metal további fejlődésében. A korong kikövezte az utat a változásokat hozó harmadik lemez az Under the Sign of the Black Mark album előtt.

## Számlista
1. "Revelation of Doom (Intro)" – 3:27
2. "Total Destruction" – 3:50
3. "Born for Burning" – 5:13
4. "The Wind of Mayhem" – 3:13
5. "Bestial Lust" – 2:41
6. "Possessed" – 2:42
7. "The Rite of Darkness" – 2:05
8. "Reap of Evil" – 3:28
9. "Son of the Damned" – 2:48
10. "Sadist" – 3:00
11. "The Return of the Darkness and Evil" – 3:49
12. "Outro" – 0:25

## Közreműködők
- Quorthon – elektromos gitár, basszusgitár, ének, szövegek
- Andreas Johansson – basszusgitár
- Stefan Larsson – dob